# Bruno Karczewski
Bruno Karczewski (18 de março de 1913 - 1 de julho de 1971) foi um oficial alemão que serviu no Deutsches Heer durante a Segunda Guerra Mundial. Foi condecorado com a Cruz de Cavaleiro da Cruz de Ferro com Folhas de Carvalho.

## Condecorações
| Cruz de Ferro (1939) 2ª Classe                                   | 4 de outubro de 1939 |
| Cruz de Ferro (1939) 1ª Classe                                   | 16 de maio de 1942   |
| Distintivo de Feridos (1939) em Preto                            |                      |
| Distintivo de Feridos (1939) em Prata                            |                      |
| Medalha da Frente Oriental                                       |                      |
| Distintivo da infantaria de assalto                              |                      |
| Cruz de Cavaleiro da Cruz de Ferro                               | 12 de março de 1944  |
| Cruz de Cavaleiro da Cruz de Ferro com Folhas de Carvalho nº 767 | 5 de março de 1945   |